# Научно-исследовательский центр Мизеса
Научно-исследовательский центр Мизеса — структурное подразделение аналитического центра «Стратегия». Негосударственный белорусский исследовательский центр, созданный в 2002 году экономистами, аналитиками, преподавателями социогуманитарных дисциплин, философами и представителями других профессий, названный в честь экономиста австрийской школы Людвига фон Мизеса. Руководителем центра является экономист Ярослав Романчук .

## Основная деятельность
Центр занимается исследованиями белорусской экономики, а также просветительской работой на территории Беларуси, связанной с распространением идей либертарианства, основанных на работах экономистов австрийской школы и философии объективизма, созданной Айн Рэнд.
В публикациях центра Мизеса резко критикуется экономическая политика действующего правительства, анализируется положительный и отрицательный опыт социально-экономических трансформаций на постсоветском пространстве, а также в мире, последствия отхода от либерализма, акцентируется внимание на успехи либеральных экономических реформ в разных странах мира, анализируются опасность и экономические последствия копирования экономической политики стран Европы и США, в рамках перехода от плановой к рыночной экономике.

## Проекты

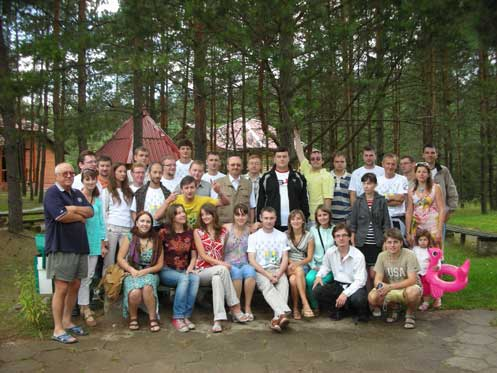
Летняя школа молодых учёных и экспертов Центра Мизеса, 28 июля — 1 августа 2008 года

- Ежемесячная с 1998 года, организация экономических салонов, в ходе которых обсуждаются с позиций австрийской школы различные злободневные темы экономики, политики, философии и права, обсуждаются проекты законов, разработанные центром Мизеса. Участие в салонах принимают студенты, переподаватели белорусских ВУЗов, разделяющие идеи либертарианства, предприниматели, практикующие экономисты, журналисты, иностранные гости.
- Организация школ выходного дня.
- Организация совместно с «АЦ Стратегия» ежегодной летней школы молодых учёных и экспертов. В июле 2009 года школа была проведена в шестой раз.[2]
- Совместно с Language of Liberty Institute, и педагогическим университетом Вильнюса организация ежегодно проводимой летней школы для молодежи «English school liberty camp» на территории Литовской Республики.
- Содействие появлению русского перевода труда Людвига фон Мизеса «Человеческая деятельность. Трактат по экономической теории» издательства «Социум»[3].

## Награды
2007 Templeton Freedom Awards  - «за различные образовательные программы, которые проводятся вопреки угрозам репрессий со стороны белорусского тоталитарного правительства. Школы выходного дня, семинары и летние лагеря помогают студентам понять концепции индивидуальной, экономической и политической свободы. Эти понятия остаются относительно неизвестными в этой стране».